# Bank of America Plaza (Лос-Анджелес)
Bank of America Plaza (произносится Бэнк оф Америка Плаза) — офисный небоскрёб, расположенный по адресу: 333 Саут-Хоуп-стрит, район Банкер-Хилл, Лос-Анджелес, Калифорния, США. Имея высоту 224 метра, занимает 5-е место в списке самых высоких зданий города, 7-е место в списке самых высоких зданий штата и 100-е место в списке самых высоких зданий страны.
Прежнее название — Security Pacific Plaza (Секьюрити Пасифик Плаза). По окончании строительства небоскрёб стал штаб-квартирой компаний Security Pacific Bank, Capital Group Companies и Sheppard, Mullin, Richter & Hampton. До 1992 года на вершине здания находился логотип Security Pacific Bank, но затем его сменил логотип Банка Америки, так как он поглотил Security Pacific Bank и стал основным арендатором небоскрёба. Здание также известно под названиями ARCO Center и BP Plaza (в 2002—2003 годах).
Здание и прилегающий к нему парк занимают площадь немного более 17 000 м², в саду растут около 200 деревьев, созданы три водопада высотой около 7,5 метров. Перед главным входом стоит 13-метровая скульптура Александра Колдера «Четыре арки».
Основные характеристики
- Строительство: с 1973 по 1975 год
- Высота: 224 метра[1]
- Этажность: 55 + 9 подземных, где находится парковка на 2242 машино-места
- Площадь помещений: 126 341[1]—132 081[2] м²
- Лифтов: 30 пассажирских и 2 технических[2]
- Архитекторы: Альберт Мартин[англ.] и Питер Уокер[англ.]
- Владелец: Brookfield Office Properties[англ.][2]
- Застройщик: Turner Construction[англ.]